# Osenca
Osénca je majhno naselje ob jugovzhodnem delu Celja.

## Prebivalstvo
Etnična sestava 1991:
- Slovenci: 64 (98,5 %)
- Neznano: 1 (1,5 %)